# Rose O’Neill

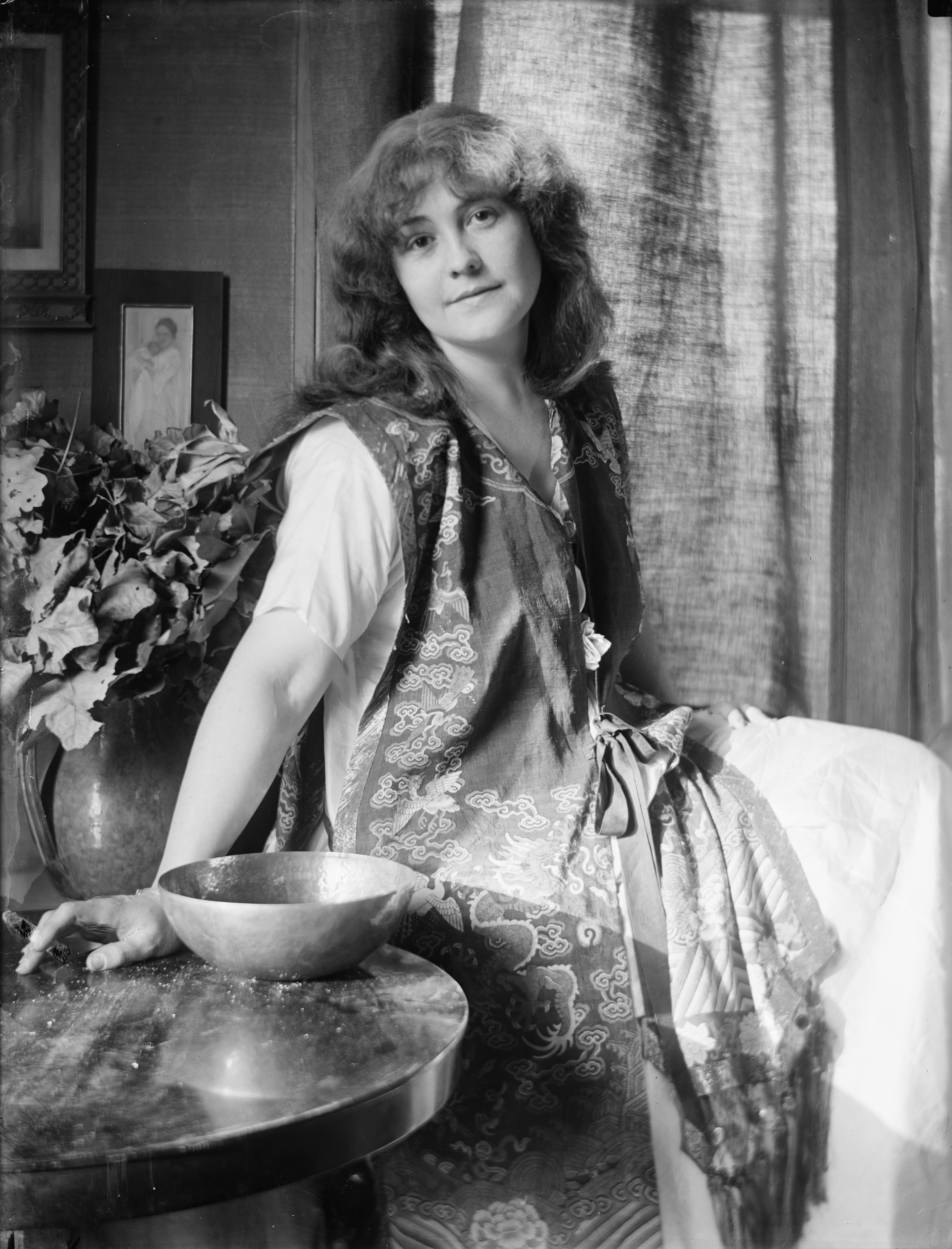
Rose O’Neill um 1907, fotografiert von Gertrude Käsebier

Rose Cecil O’Neill (* 25. Juni 1874 in Wilkes-Barre; † 6. April 1944) war eine US-amerikanische Künstlerin. Sie wurde bekannt durch die Kewpie-Puppen, die erstmals nach ihren Vorlagen im Jahr 1913 in Ohrdruf in Thüringen hergestellt wurden. O’Neill war die erste amerikanische Frau, deren Cartoons kommerzielle Verbreitung fanden.

## Kindheit und Familie

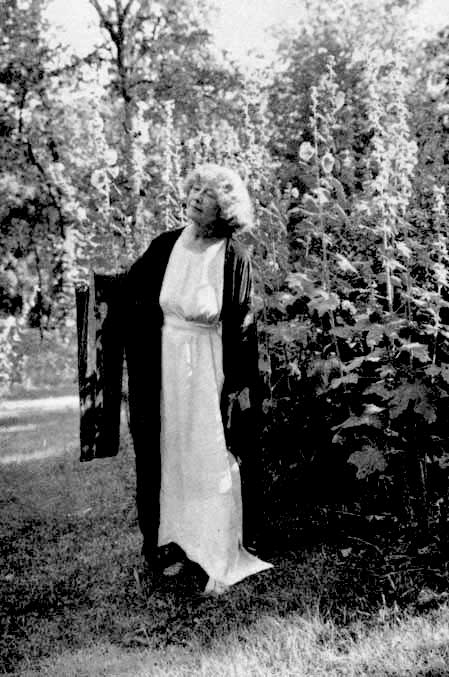
Rose O’Neill (1937)

Rose O’Neill war eine Tochter von William Patrick Henry und Alice Cecilia Asenath Senia Smith O’Neill. Sie hatte zwei Schwestern namens Lee und Callista sowie drei Brüder namens Hugh, James und Clarence. Ihr irischstämmiger Vater arbeitete als Buchhändler und liebte Literatur, Kunst und Theater. Ihre Mutter galt als begabte Musikerin, Schauspielerin und Lehrerin. In jungen Jahren fuhr O’Neill mit ihrer Familie in einem Conestoga in das ländliche Nebraska, wo sie Kindheit und Jugend verbrachte. 1896 heiratete sie Gray Latham, 1902 Harry Leon Wilson. Sie illustrierte die Bücher ihres zweiten Ehemannes und schrieb 1903 ihr erstes eigenes Werk The loves of Edwuy. Nach 1907 lebte sie unverheiratet.
Während ihrer Schaffenszeit in New York zog ihre Familie nach Taney County. Bei ihrem ersten Besuch gewann sie das Anwesens lieb und nannte es zeitlebens „Bonniebrook“.

## Arbeiten
O’Neill erwies sich bereits früh als begabte Zeichnerin und Autorin. Als 13-Jährige gewann sie einen Zeichenwettbewerb des Omaha World-Herald. Im Alter von 19 Jahren ging sie alleine nach New York City und verkaufte dort ihren ersten Roman. Bei ihrer Reise stellte sie Redakteuren und Herausgebern sechzig Zeichnungen und Skizzen vor, die diese als Illustrationen oder Poster abdruckten. Um die Jahrhundertwende war sie eine in den USA landesweit bekannte Zeichnerin, deren Arbeiten in Magazinen wie dem Ladies Home Journal, Good Housekeeping oder im Woman’s Home Companion erschienen. Sie zeichnete auch für Kellogg’s Cornflakes, Jell-O, den Edison Phonograph und Rock Island Railroad. Darüber hinaus schuf sie mehrere Hundert humoristische Cartoons für das Satiremagazin  Puck. In den 1890er Jahren verfügte sie über ein außergewöhnlich großes und breit gefächertes Portfolio und arbeitete für  renommierte Firmen. Anzeigen mit ihren Illustrationen erschienen in den gesamten USA.
Im Dezember 1909 erschien in einem Frauenmagazin erstmals ein Cartoon der von O’Neill geschaffenen Kewpie Dolls, der sofort Anklang bei Erwachsenen und Kindern fand. Sie selbst sagte, dass ihr die Idee dafür während eines Traumes gekommen sei. Die Bilder wurden im Ladies Home Journal, Good Housekeeping und im Woman’s Home Companion abgedruckt. Es handelte sich um Comics, die ein bis drei Seiten umfassten und eine Unterschrift trugen. Von 1909 bis 1922 schuf sie für Jell-O ungefähr 100 Zeichnungen. Mit den Kewpie Dolls hatte sie sehr schnell weltweit Erfolg bei Erwachsenen und Kindern. 1913 erhielt sie ein Patent für eine entsprechende Puppe. Die deutsche Geo. Borgfeldt & Co. stellte diese Spielzeuge her und vertrieb sie weltweit sehr erfolgreich. Hinzu kamen zahlreiche Merchandiseartikel wie Geschirr, Textilien und Schmuck. 1914 war sie die bestbezahlte Illustratorin der Vereinigten Staaten.

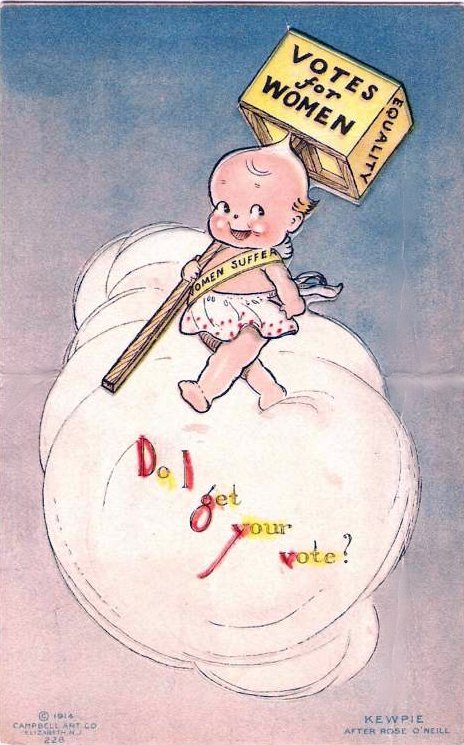
Kewpie-Postkarte zur Förderung der Frauenwahlrechtsbewegung, 1914

## Literarische Arbeiten
O’Neill war darüber hinaus als Dichterin und Autorin tätig. Sie schrieb Romane und Gedichte, in denen sie das komplizierte Verhältnis zwischen Mann und Frau thematisierte. Hinzu kamen Kinderbücher zu ihren Kewpie-Puppen.

## Engagement in der Frauenbewegung
Aufgrund ihres Geschlechts durfte O’Neill nicht an öffentlichen Wahlen teilnehmen. Sie engagierte sich gemeinsam mit ihrer Schwester Callista für das Frauenwahlrecht, gestaltete Poster und Cartoons und nahm an Protestmärschen teil. Mit ihren Darstellungen erreichte sie nicht nur die unterrepräsentierten Bevölkerungsschichten. Damit trug sie dazu bei, dass Frauen in den USA im Jahr 1920 das Wahlrecht erhielten.